# Lý thuyết tập hợp

Một sơ đồ Venn mô phỏng phép giao của hai tập hợp.

Lý thuyết tập hợp (tiếng Anh: set theory) là ngành toán học nghiên cứu về tập hợp. Mặc dù bất kỳ đối tượng nào cũng có thể được đưa vào một tập hợp, song lý thuyết tập hợp được dùng nhiều cho các đối tượng phù hợp với toán học.
Sự nghiên cứu lý thuyết tập hợp hiện đại do Cantor và Dedekind khởi xướng vào thập niên 1870. Sau khi khám phá ra các nghịch lý trong lý thuyết tập không hình thức, đã có nhiều hệ tiên đề được đề nghị vào đầu thế kỷ thứ 20, trong đó có các tiên đề Zermelo–Fraenkel, với tiên đề chọn là nổi tiếng nhất.
Ngôn ngữ của lý thuyết tập hợp được dùng trong định nghĩa của gần như tất cả các đối tượng toán học, như hàm số, và các khái niệm lý thuyết tập hợp được đưa vào nhiều chương trình giảng dạy toán học. Các sự kiện cơ bản về tập hợp và phần tử trong tập hợp có thể được mang ra giới thiệu ở cấp tiểu học, cùng với sơ đồ Venn, để học về tập hợp các đối tượng vật lý thường gặp. Các phép toán cơ bản như hội và giao có thể được học trong bối cảnh này. Các khái niệm cao hơn như Lực lượng là phần tiêu chuẩn của chương trình toán học của sinh viên đại học.
Lý thuyết tập hợp, được hình thức hóa bằng lôgic bậc nhất (first-order logic), là phương pháp toán học nền tảng thường dùng nhất. Ngoài việc sử dụng nó như một hệ thống nền tảng, lý thuyết tập hợp bản thân nó cũng là một nhánh của toán học, với một cộng đồng nghiên cứu tích cực. Các nghiên cứu mới nhất về lý thuyết tập hợp bao gồm nhiều loại chủ đề khác nhau, từ cấu trúc của dòng số thực đến nghiên cứu tính nhất quán của bản số lớn.

## Lịch sử

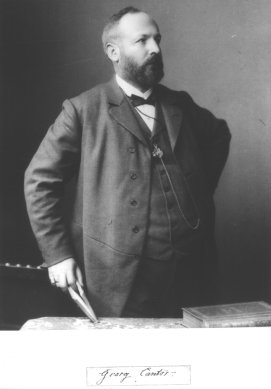
Georg Cantor

Các chủ đề về toán học thường xuất hiện và phát triển thông qua sự tương tác giữa các nhà nghiên cứu. Tuy nhiên, lý thuyết tập hợp được tìm thấy năm 1874 bởi Georg Cantor thông qua bài viết: "On a Characteristic Property of All Real Algebraic Numbers".

### Thế kỷ 19

Tập hợp như là một thu góp trong tư tưởng các đối tượng có quan hệ nào đó với nhau.
Cái trống là phần tử của tập hợp
Cuốn sách không phải là phần tử của tập hợp.

Lý thuyết tập hợp được sáng lập bởi Georg Cantor trong những năm 1874 đến năm 1897. Thay cho thuật ngữ "tập hợp", ban đầu ông ta đã sử dụng những từ như "biểu hiện" (inbegriff) hoặc "sự đa dạng" (Mannigfaltigkeit); Về tập hợp và Lý thuyết tập hợp, ông chỉ nói sau đó. Năm 1895, ông đã diễn tả định nghĩa sau:
| “ | Qua một "tập hợp", chúng ta hiểu là bất kỳ một tổng hợp M của một số vật thể m khác nhau được xác định rõ ràng trong quan điểm hoặc suy nghĩ của chúng ta (được gọi là "các phần tử" của M) thành một tổng thể. | ” |

Cantor phân loại các tập hợp, đặc biệt là những tập hợp vô hạn, theo Lực lượng của chúng. Đối với tập hợp hữu hạn, đây là số lượng các phần tử của chúng. Ông gọi hai tập hợp " có lực lượng bằng nhau" khi chúng được ánh xạ song ánh với nhau, tức là khi có một mối quan hệ một-một giữa các phần tử của chúng. Cái được định nghĩa là sự đồng nhất lực lượng là một quan hệ tương đương, và một lực lượng hay số phần tử của một tập hợp M theo Cantor, là lớp tương đương của các tập hợp có lực lượng bằng M. Ông là người đầu tiên quan sát thấy rằng có những lực lượng vô hạn khác nhau. Tập hợp các số tự nhiên, và tất cả các tập hợp có lực lượng bằng nó, được Cantor gọi là 'Tập hợp đếm được, tất cả các tập hợp vô hạn khác được gọi là tập hợp không đếm được.
Các kết quả quan trọng từ Cantor
- Tập hợp của số tự nhiên, số hữu tỉ (lập luận chéo đầu tiên của Cantor) và số đại số là đếm được và có lực lượng bằng nhau.
- Tập hợp số thực có lực lượng lớn hơn so với các số tự nhiên, đó là không đếm được (luận chéo thứ hai của Cantor).
- Tập hợp của tất cả các tập hợp con của một tập hợp  M  luôn luôn có lực lượng lớn hơn là  M , mà còn được gọi là định lý Cantor.
- Từ bất kỳ hai tập hợp có ít nhất một tập hợp cùng lực lượng với một tập hợp con của tập hợp kia.
- Có rất nhiều lực lượng của tập hợp không đếm được.

Cantor gọi  Giả thiết continuum  là "có một lực lượng ở giữa tập hợp các số tự nhiên và tập hợp các số thực " Ông đã cố gắng để giải quyết, nhưng không thành công. Sau đó nó bật ra rằng vấn đề này trên nguyên tắc không quyết định được.
Ngoài Cantor, Richard Dedekind là một nhà tiên phong quan trọng của lý thuyết về lý thuyết tập hợp. Ông đã nói về các "hệ thống" thay vì tập hợp và phát triển một cấu trúc lý thuyết tập hợp của các con số thực vào năm 1872, một số lượng lý thuyết xây dựng số thực [2] và 1888 nói về tiên đề hóa lý thuyết tập hợp các con số tự nhiên. Ông là người đầu tiên tạo ra công thức tiên đề Axiom of extensionality của lý thuyết tập hợp.
Ngay từ năm 1889, Giuseppe Peano, người đã miêu tả tập hợp là các tầng lớp, đã tạo ra cách tính toán bằng công thức logic các tầng lớp đầu tiên làm cơ sở cho số học của ông với các tiên đề Peano, mà ông đã mô tả lần đầu tiên trong một ngôn ngữ lý thuyết tập hợp chính xác. Do đó ông đã phát triển cơ sở cho ngông ngữ công thức ngày nay của lý thuyết tập hợp và giới thiệu nhiều biểu tượng được phổ biến ngày nay, đặc biệt là ký hiệu phần tử {\displaystyle \in }, được đọc là là "phần tử của". Trong khi đó {\displaystyle \in } là chữ viết thường của ε (epsilon) của từ ἐστί (tiếng Hy Lạp: "là").
Gottlob Frege đã cố gắng đưa ra một lý giải lý thuyết tập hợp khác của lý thuyết về số học vào năm 1893. Bertrand Russell đã phát hiện ra mâu thuẫn của nó vào năm 1902, được biết đến như là Nghịch lý Russell. Sự mâu thuẫn này và các mâu thuẫn khác nảy sinh do sự thiết lập tập hợp không hạn chế, đó là lý do tại sao dạng thức ban đầu của lý thuyết tập hợp sau này được gọi là lý thuyết tập hợp ngây thơ. Tuy nhiên, định nghĩa của Cantor không có ý muốn nói tới một lý thuyết tập hợp ngây thơ như vậy, như chứng minh của ông về loại tất cả là Nichtmenge cho thấy bởi nghịch lý Cantor thứ hai [6].
Học thuyết của Cantor về lý thuyết tập hợp hầu như không được công nhận bởi những người đương thời về vai trò quan trọng của nó, và không được coi là bước tiến cách mạng, mà đã bị một số các nhà toán học như Leopold Kronecker không chấp nhận. Thậm chí nhiều hơn, nó còn bị mang tiếng khi các nghịch lý được biết tới, ví dụ như Henri Poincaré, chế diễu, "Logic không còn hoàn toàn, bây giờ nó tạo ra những mâu thuẫn."

### Thế kỷ 20
Trong thế kỷ XX, những ý tưởng của Cantor tiếp tục chiếm ưu thế; đồng thời, trong Logic toán, một lý thuyết Axiomatic Quantum đã được thiết lập, qua đó có thể vượt qua các mâu thuẫn hiện thời.
Năm 1903/1908 Bertrand Russell phát triển Type theory của mình, trong đó tập hợp luôn luôn có một kiểu cao hơn các phần tử của chúng, do đó sự hình thành các tập hợp có vấn đề sẽ không thể xảy ra. Ông chỉ ra cách đầu tiên ra khỏi những mâu thuẫn và cho thấy trong "Principia Mathematica" của 1910-1913 cũng là một phần hiệu quả của Type theory ứng dụng. Cuối cùng, tuy nhiên, nó chứng tỏ là không thích hợp với lý thuyết tập hợp của Cantor và cũng không thể vượt qua được sự phức tạp của nó.
Tiên đề lý thuyết tập hợp được phát triển bởi Ernst Zermelo vào năm 1907 ngược lại dễ sử dụng và thành công hơn, trong đó schema of replacement của ông là cần thiết để bổ sung vào. Zermelo thêm nó vào hệ thống Zermelo-Fraenkel năm 1930, mà ông gọi tắt là hệ thống-ZF. Ông đã thiết kế nó cho Urelement mà không phải là tập hợp, nhưng có thể là phần tử của tập hợp và được xem như cái Cantor gọi là "đối tượng của quan điểm của chúng tôi." Lý thuyết tập hợp Zermelo-Fraenkel, tuy nhiên, theo ý tưởng Fraenkel là lý thuyết tập hợp thuần túy mà đối tượng hoàn toàn là các tập hợp.
Tuy nhiên, nhiều nhà toán học thay vì theo một tiên đề hợp lý lại chọn một lý thuyết tập hợp thực dụng, tránh tập hợp có vấn đề, chẳng hạn như những áp dụng của Felix Hausdorff 1914 hoặc Erich Kamke từ năm 1928. Dần dần các nhà toán học ý thức hơn rằng lý thuyết tập hợp là một cơ bản không thể thiếu cho cấu trúc toán học. Hệ thống ZF chứng minh được trong thực hành, vì vậy ngày nay nó được đa số các nhà toán học công nhận là cơ sở của toán học hiện đại; không còn có mâu thuẫn có thể bắt nguồn từ hệ thống ZF. Tuy nhiên, sự không mâu thuẫn chỉ có thể được chứng minh cho lý thuyết tập hợp với tập hợp hữu hạn, chứ không phải cho toàn bộ hệ thống ZF, mà chứa lý thuyết tập hợp của Cantor với tập hợp vô hạn. Theo Gödel's incompleteness theorems năm 1931 một chứng minh về tính nhất quán về nguyên tắc là không thể được. Những khám phá Gödel chỉ là chương trình của Hilbert để cung cấp toán học và lý thuyết tập hợp vào một cơ sở tiên đề không mâu thuẫn được chứng minh, một giới hạn, nhưng không cản trở sự thành công của lý thuyết trong bất kỳ cách nào, vì vậy mà một khủng hoảng nền tảng của toán học, mà những người ủng hộ của Intuitionismus, trong thực tế không được cảm thấy.
Tuy nhiên, sự công nhận cuối cùng của lý thuyết tập hợp ZF trong thực tế trì hoãn trong một thời gian dài. Nhóm toán học với bút danh Nicolas Bourbaki đã đóng góp đáng kể cho sự công nhận này; họ muốn mô tả mới toán học đồng nhất dựa trên lý thuyết tập hợp và biến đổi nó vào năm 1939 tại các lãnh vực toán học chính thành công. Trong những năm 1960, nó trở nên phổ biến rộng rãi rằng, lý thuyết tập hợp ZF thích hợp là cơ sở cho toán học. Đã có một khoảng thời gian tạm thời trong đó lý thuyết số lượng đã được dạy ở tiểu học.
Song song với câu chuyện thành công của thuyết tập hợp, tuy nhiên, việc thảo luận về các tiên đề tập hợp vẫn còn lưu hành trong thế giới chuyên nghiệp. Nó cũng hình thành những lý thuyết tập hợp tiên đề thay thế khoảng năm 1937 mà không hướng theo Cantor và Zermelo-Fraenkel, nhưng dựa trên Lý thuyết kiểu (Type Theory) của Willard Van Orman Quine từ New Foundations (NF) của ông ta, năm 1940 lý thuyết tập hợp Neumann-Bernays-Godel, mà khái quát hóa ZF về các lớp, hay năm 1955, lý thuyết tập hợp Ackermann, khai triển mới định nghĩa tập hợp của Cantor.

## Khái niệm và ký hiệu cơ bản
Lý thuyết tập hợp bắt đầu với một quan hệ nhị phân cơ bản giữa một phần tử o và một tập hợp A. Nếu o là một thành viên (hoặc phần tử) của A, ký hiệu o ∈ A được sử dụng. Khi đó ta cũng nói rằng phần tử a thuộc tập hợp A. Vì các tập cũng là các đối tượng, quan hệ phần tử cũng có thể liên quan đến các tập.

### Quan hệ giữa các tập hợp

#### Quan hệ bao hàm
Nếu tất cả các thành viên của tập   A  cũng là thành viên của tập   B , thì   A  là một  Tập hợp con của   B , được biểu thị {\displaystyle A\subseteq B}, và tập hợp B bao hàm tập hợp A. Ví dụ,  {1, 2} là một tập hợp con của  {1, 2, 3}, và  {2} cũng vậy, nhưng  { 1, 4} thì không.

#### Quan hệ bằng nhau
- Hai tập hợp A và B được gọi là bằng nhau nếu A là tập hợp con của B và B cũng là tập hợp con của A, ký hiệu A = B.

Theo định nghĩa, mọi tập hợp đều là tập con của chính nó; tập rỗng là tập con của mọi tập hợp. Mọi tập hợp A không rỗng có ít nhất hai tập con là rỗng và chính nó. Chúng được gọi là các tập con tầm thường của tập A. Nếu tập con B của A khác với chính A, nghĩa là có ít nhất một phần tử của A không thuộc B thì B được gọi là tập con thực sự hay tập con chân chính của tập A.
Chú ý rằng 1 và 2 và 3 là các phần tử của tập  {1, 2, 3} nhưng không phải là tập con, các tập con chẳng hạn như {1} không phải là phần tử của tập {1, 2, 3}.

### Các phép toán trên các tập hợp
- Hợp (Union): Hợp của A và B là tập hợp gồm tất cả các phần tử thuộc ít nhất một trong hai tập hợp A và B, ký hiệu A {\displaystyle \cup } B

Ta có A {\displaystyle \cup } B = {x| x {\displaystyle \in } A hoặc x {\displaystyle \in } B}, hợp của {1, 2, 3} và {2, 3, 4} là tập {1, 2, 3, 4}.
- Giao (Intersection): Giao của hai tập hợp A và B là tập hợp tất cả các phần tử vừa thuộc A, vừa thuộc B, ký hiệu A {\displaystyle \cap } B

Ta có A {\displaystyle \cap } B = {x| x {\displaystyle \in } A và x {\displaystyle \in } B}, giao của {1, 2, 3} và {2, 3, 4} là tập { 2, 3}.
- Hiệu (Difference): Hiệu của tập hợp A với tập hợp B là tập hợp tất cả các phần tử thuộc A nhưng không thuộc B, ký hiệu {\displaystyle A\setminus B}

Ta có: A \ B = {x| x {\displaystyle \in } A và x {\displaystyle \notin } B}
Lưu ý, A \ B {\displaystyle \neq } B \ A
- Phần bù (Complement): là hiệu của tập hợp con. Nếu A{\displaystyle \subset }B thì B \ A được gọi là phần bù của A trong B, ký hiệu CAB (hay CB A)